# Грузино-китайские отношения
Китайско-грузинские отношения — отношения между Грузией и Китайской Народной Республикой. Две страны установили дипломатические отношения 9 июня 1992 года. С тех пор двусторонние отношения постепенно развивались и в основном были сосредоточены на экономическом сотрудничестве. У Китая есть посольство в Тбилиси, а у Грузии есть посольство в Пекине. К 2017 году Китай стал четвертым по величине торговым партнером Грузии и вторым по величине рынком экспорта грузинского вина. Китай высоко оценил приверженность Грузии политике единого Китая и поддержал территориальную целостность Грузии, отказавшись признать Абхазию и Южную Осетию.

## История
Юань ши, официальная история династии Юань в Китае, описывает судьбу Грузии в 1252 году. В том году монгольский хаган Мункэ, расширявшийся в Китай, предоставил Грузинское царство, которое подчинилось монгольскому господству, Берке[уточнить]. Chu'ü-erh-chih, китайское название Грузии, используемое в юань-ши для обозначения Грузии, этимологически то же самое, что и «Грузия».

## Политические связи
Китайско-грузинские отношения были официально установлены 9 июня 1992 года, когда Китай предоставил дипломатическое признание Республике Грузия после распада Советского Союза. Эдуард Шеварднадзе, тогдашний глава грузинского государства, в июне 1993 года посетил Китай с государственным визитом и подписал ряд соглашений, в основном об торгово-экономическом сотрудничестве. Михаил Саакашвили, тогдашний президент Грузии, находился в Китае с официальным визитом в апреле 2006 года.
Обе страны поддерживали связь и координацию в Организации Объединенных Наций и других международных организациях. Грузия сохранила политику «единого Китая» и не признает Тайвань. В свою очередь, Китай, член Шанхайской организации сотрудничества (ШОС), отказался последовать примеру России и признать независимость Абхазии и Южной Осетии от Грузии, несмотря на обращение Министерства иностранных дел России. Вместо этого ШОС издала Душанбинскую декларацию, призывающую все стороны решить «существующие проблемы» дипломатическим путем. Аналогичным образом, официальный представитель министерства иностранных дел Китая выразил обеспокоенность «последними событиями в Южной Осетии и Абхазии», отвечая на вопрос журналиста о позиции Китая относительно признания Россией спорных территорий. По мнению политического аналитика Джозефа Ларсена, «хотя Китай не представляет альтернативы интеграции в НАТО и ЕС …отношения с Китаем могут дополнить существующую внешнюю политику Грузии».

## Экономические связи
Двусторонние экономические связи постепенно расширялись с 1992 года и получили толчок для роста с 2010 года, когда экономика Грузии оправилась после войны 2008 года. Китай рассматривает Грузию как часть инициативы «Один пояс и один путь», проекта, запущенного в 2013 году с целью «сократить расстояние между Китаем и Европой» за счет улучшения инфраструктурных соединений. К 2014 году на долю Китая приходилось 217,94 миллиона $ прямых иностранных инвестиций в Грузии, что поставило его на четвёртое место после Азербайджана, Нидерландов и США. Ряд китайских компаний начали крупные операции в Грузии. Китайская Hualing Group, в основном сосредоточенная на строительстве и управлении отелями и торговыми центрами, была крупнейшим иностранным инвестором Грузии по состоянию на 2017 год. Некоторые из проектов компании в Грузии включают зону свободной торговли в Кутаиси, втором по величине городе Грузии, и в большом жилом и коммерческом комплексе в пригороде столицы Тбилиси. В январе 2017 года CEFC China Energy согласилась приобрести 75% акций свободной индустриальной зоны в Поти на побережье Чёрного моря Грузии. Основным экспортным продуктом Грузии в Китай является вино, объем которого в 2016 году составил 5 299 820 бутылок, что почти вдвое превышает объём экспорта в предыдущем году. 13 мая 2017 года Грузия и Китай подписали Соглашение о свободной торговле.